# Distrikt Yura

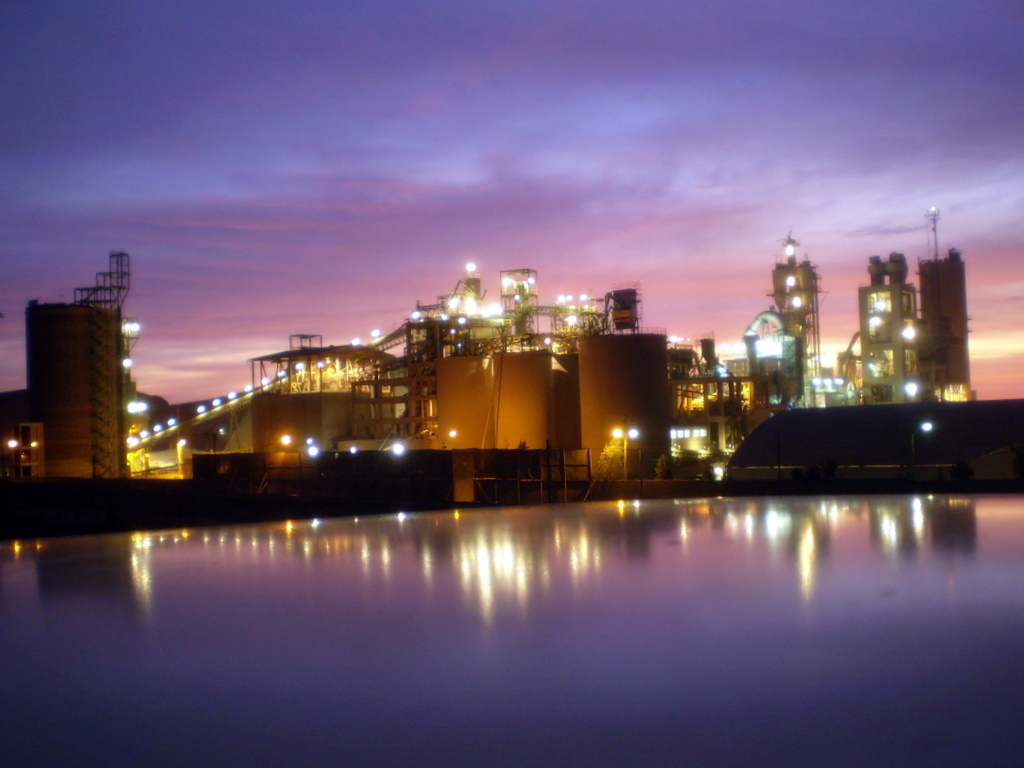
Zementwerk in Estación Yura

Der Distrikt Yura liegt in der Provinz Arequipa der Region Arequipa in Südwest-Peru. Der Distrikt hat eine Fläche von 1942,9 km². Beim Zensus 2017 lebten 33.346 Einwohner im Distrikt. Im Jahr 1993 lag die Einwohnerzahl bei 6303, im Jahr 2007 bei 16.020. Die Distriktverwaltung befindet sich in der 2590 m hoch gelegenen Stadt Ciudad de Dios, 7 km nordwestlich des Flughafens von Arequipa. Das umliegende Gebiet, auch als Cono Norte bezeichnet, wird mittlerweile von über 30.000 Menschen besiedelt. Der restliche Teil des Distrikts ist mit Ausnahme weniger Siedlungen unbewohnt. Die 13 km nordwestlich von Ciudad de Dios gelegene Ortschaft Yura Viejo bildet das historische Zentrum des Distrikts, Los Baños gilt offiziell als die Hauptstadt des Distrikts. In Yura (Estación) befindet sich ein Zementwerk.

## Geographische Lage
Der Distrikt Yura liegt im zentralen Norden der Provinz Arequipa. Er erstreckt sich über das Bergland der peruanischen Westkordillere und reicht im Südwesten bis zum Río Chili. Dessen Nebenflüsse Río Los Andenes und Río Yura durchfließen den westlichen Teil des Distrikts. Im Osten bildet der Oberlauf des Río Chili die Distriktgrenze. Im Südosten erhebt sich der Vulkan Chachani (6057 m), im Westen liegt der stark erodierte Vulkan Cerro Nicholson (2525 m).
Der Distrikt Yura grenzt im Südwesten an den Distrikt Vítor, im Nordwesten an den Distrikt Huanca (Provinz Caylloma), im Norden an die Distrikte Achoma, Yanque und San Antonio de Chuca (alle in der Provinz Caylloma), im Osten an den Distrikt San Juan de Tarucani sowie im Süden an die Distrikte Cayma, Cerro Colorado und Uchumayo.

## Städte und Ortschaften
- Yura Viejo (historisches Zentrum des Distrikts)
- La Calera
- Los Baños (offizielle Hauptstadt des Distrikts)
- La Estación
- Pampa de Arrieros
- Uyupampa
- Socosani
- Ciudad de Dios (Sitz der Distriktverwaltung)